# Lisette Gebhardt
Lisette Gebhardt (* 20. Juli 1963 in Starnberg) ist eine deutsche Philologin und Japanologin.

## Biographisches
Gebhardt promovierte nach einem Studium der Fächer Japanologie, Sinologie und Komparatistik (Universität München) im Fach Japanologie zu einem Thema aus der japanischen Literatur- und Ideengeschichte der Moderne um 1900 an der Universität Trier. Von 1994 bis 1998 war sie am Deutschen Institut für Japanstudien (DIJ) in Tokio tätig. Im Jahr 2000 habilitierte sich die Literaturwissenschaftlerin an der Universität Trier mit einer Arbeit zum Identitätsdiskurs japanischer Intellektueller und Schriftsteller. Nach Lehraufträgen sowie Vertretungs- und Gastprofessuren an den Universitäten Zürich, Tübingen, Trier und Halle-Wittenberg wurde sie 2003 als Fachvertreterin (C4) an die Johann Wolfgang Goethe-Universität Frankfurt berufen.

## Forschungsschwerpunkte und Aktivitäten
Gebhardts Arbeiten fragen nach japanischen Identitätskonzepten seit der Moderne und erschließen den innerjapanischen Kulturdiskurs in Form einer Kulturdiagnostik; sie beschäftigt sich in erster Linie mit der modernen und gegenwärtigen japanischen Literatur, mit der literarischen Adaption religiöser und weltanschaulicher Inhalte („Literatur und Religion“) sowie mit Gesellschaftstrends und aktuellen Phänomenen der japanischen Gegenwartskultur (z. B. ikai, iyashi, ikikata). Zur literarischen Repräsentation von Armut und Verarmung (Stichworte Prekarisierung, Prekariat, Prekariatsliteratur) legte sie 2010 die Studie „Nach Einbruch der Dunkelheit. Japanische Literatur im Zeichen des Prekären“ vor. Nach der Dreifachkatastrophe von Fukushima befasste sie sich mit der Reaktion der Kunstszene auf diese einschneidende Zäsur und untersuchte vor allem das literarische Geschehen seit dem 11. März 2011, wobei Fragen nach dem Stellenwert Fukushimas als zeitgeschichtliches Ereignis und die Repolitisierung der Literaturszene im Mittelpunkt der Betrachtungen stehen. Im April 2011 wurde die Textinitiative Fukushima ins Leben gerufen, die es sich zur Aufgabe macht, japanische Stimmen zu übersetzen und zu kommentieren. Das Projekt Fukushima bzw. die Analyse der sogenannten Post-Fukushima-Literatur fand mit der Publikation der Studie "Japanische Literatur nach Fukushima – Sieben Exkursionen" einen vorläufigen Abschluss; der umfangreiche Band erschließt zahlreiche Texte nach 3/11, erstellt eine Post-Fukushima-Literaturlandkarte und unternimmt auch eine Kritik der bisherigen Sekundärliteratur zum Thema.
Gebhardt initiierte 2003 den J-Bungaku-Arbeitskreis zur zeitgenössischen japanischen Literatur und 2007 das Seminar Kulturmanagement (KuMa), ein Projekt, das Studierende der Japanologie mit den Feldern der Kreativindustrie vertraut machen sollte und die kulturwissenschaftliche Japanologie in Praxisprojekten erprobte. Im EB Verlag Berlin gründete Gebhardt 2010 die Reihe zur japanischen Literatur und Kultur, die Beiträge zu Entwicklungen der zeitgenössischen japanischen Literaturszene sowie zur japanischen Gegenwartskultur im Allgemeinen umfasst. 
Sie rezensiert zudem deutschsprachige Neuerscheinungen japanischer Literatur für verschiedene Onlinemedien, unter anderem auf dem Rezensionsportal literaturkritik.de. Die Japanologin trägt im Rahmen von Recherchen zur japanologischen Fachgeschichte, auch Porträts von Übersetzern und Übersetzerinnen aus dem Japanischen zum Germersheimer Übersetzerlexikon (UeLEX) bei.
Im Mai 2021 beging die Japanologie an der Goethe-Universität (1981–2021) ihr vierzigstes Jubiläum; der Festakt fand den Gegebenheiten entsprechend im virtuellen Raum statt.

## Publikationen

### Monographien
- (2016) (Hrsg.) (zus. mit dem Rezensionsforum literaturkritik.de): Nukleare Narrationen - Erkundungen der Endzeit fünf Jahre nach Fukushima. Rezensionen und Essays.  Berlin: EB-Verlag Dr. Brandt. ISBN 978-3-86893-218-8 (Erstveröffentlichung als Online-Version in der April-Ausgabe von literaturkritik.de).
- (2014) (Hrsg.) (zus. mit Thomas M. Bohn, Thomas Feldhoff, Arndt Graf): The Impact of Disaster: Social and Cultural Approaches to Fukushima and Chernobyl Berlin: EB-Verlag Dr. Brandt. ISBN 978-3-86893-166-2
- (2014) (Hrsg.) (zus. mit Evelyn Schulz): Neue Konzepte japanischer Literatur? Nationalliteratur, literarischer Kanon und die Literaturtheorie. Referate des 15. Deutschsprachigen Japanologentags – Literatur II. Berlin: EB-Verlag Dr. Brandt. ISBN 978-3-86893-120-4
- (2014) (Hrsg.) (zus. mit Masami Yuki): Literature and Art after „Fukushima“ Berlin: EB-Verlag Dr. Brandt. ISBN 978-3-86893-118-1
- (2013) (Hrsg.) (zus. mit Steffi Richter): Lesebuch „Fukushima“: Übersetzungen, Kommentare, Essays. Berlin: EB-Verlag Dr. Brandt. ISBN 978-3-86893-103-7
- (2012) (Hrsg.)  (zus. mit Thomas LeBlanc): Phantastik aus Japan. Eine Exkursion in japanische Anderswelten. Wetzlar: Schriftenreihe und Materialien der Phantastischen Bibliothek Wetzlar.
- (2012) (Hrsg.) (zus. mit Steffi Richter): „Japan nach ‚Fukushima‘. Ein System in der Krise“. Leipzig: Leipziger Universitätsverlag. ISBN 978-3-86583-692-2
- (2012) (Hrsg.): „Yomitai! Neue Literatur aus Japan“. Berlin: EB-Verlag Dr. Brandt. ISBN 978-3-86893-057-3
- (2010): „Nach Einbruch der Dunkelheit“. Zeitgenössische japanische Literatur im Zeichen des Prekären. Berlin: EB-Verlag Dr. Brandt. ISBN 978-3-86893-031-3 (Rezensionen (Memento vom 3. April 2013 im Internet Archive))
- (2009): Uchida Hyakken: Aus der Schattenwelt. Erzählungen. Aus dem Japanischen übersetzt und mit einem Nachwort von Lisette Gebhardt. München: dva. ISBN 978-3-421-04422-8
- (2007): Gen’yū Sōkyū: Das Fest des Abraxas. Roman. Aus dem Japanischen und mit einem Nachwort versehen von Lisette Gebhardt. Berlin: bebra Verlag. ISBN 978-3-86124-903-0
- (2003): Religion und Gewalt: Japan, der nahe Osten und Südasien. Orientwissenschaftliche Hefte 10. Hg. von Lisette Gebhardt und Ildikó Beller-Hann. Halle: OWZ Halle-Wittenberg.
- (2001): Japans neue Spiritualität. Wiesbaden: Harrassowitz. ISBN 3-447-04398-9 (japanische Übersetzung: 現代日本のスピリチュアリティ. Iwanami Shoten, Tokio 2013,  ISBN 978-4-00-022788-9)
- (1999): Christentum, Religion, Identität. Ein Thema der modernen japanischen Literatur. Frankfurt am Main et al.: Lang. ISBN 3-631-35829-6

### Aufsätze und Beiträge
- (2016): „Prekarisierung, Notlagen und globale Performanz. Nationalnarrative der japanischen Zeitgeschichte“. In: Stephan Köhn und Monika Unkel (Hrsg.): Prekarisierungsgesellschaften in Ostasien. Wiesbaden: Harrassowitz, S. 235–260.
- (2015): „Psychogramme einer verlorenen Generation: Kindheit und Adoleszenz in der zeitgenössischen japanischen Literatur“. In: Michael Kinski, Harald Salomon und Eike Großmann (Hg.): Kindheit in der japanischen Geschichte – Vorstellungen und Erfahrungen. Wiesbaden: Harrassowitz Verlag. S. 453–488.
- (2014): „Prekariat: Die Agenda einer japanischen Empörung - Begriffstransfer aus der internationalen Abstiegsdebatte“. In: Harald Meyer (Hrsg.): Begriffsgeschichten aus den Ostasienwissenschaften: Mechanismen der Begriffsprägung und -etablierung im Japanischen, Chinesischen und Koreanischen. München: Iudicium. S. 309–332.
- (2013): „Stadtviertel-Kultur Kôenji“. In: Benedikt Huber (Hg.): MYTYO Mein Tokio / My Tokyo / (私の東京): A literary-photographic portrait of Tokyo. Stuttgart: Edition Esefeld & Traub, S. 85–87.
- (2012): „Widely Read Writings on Religion in Contemporary Japan – Popular Books on Religious Issues, ‚Spiritual Literature‘ and Literary Works with Religious Themes“. In: John Nelson and Inken Prohl (eds.): Handbook of Japanese Religions. Leiden: Brill, S. 551–574.
- (2012): „‚Ich habe die ganze Zeit darauf gewartet, dass dieser Tag kommen möge‘: Positionen japanischer Autoren nach ‚Fukushima‘“. In: Steffi Richter und Lisette Gebhardt (Hg.) (2012): Japan nach „Fukushima“: Ein System in der Krise. Leipzig: Leipziger Universitätsverlag, S. 175–209.
- (2010): „Yoshimoto Banana sucht das Glück – Kommentar zu einem aktuellen Literatur- und Gesellschaftstrend in Japan“  (Forschungen zur zeitgenössischen japanischen Literatur, Heftereihe der Japanologie Frankfurt).
- (2010): „Murakami für alle. Ein Japaner gibt uns, was wir wollen“. In: Murakami Haruki. IQ84. Dumont-Autorenheft. Köln: Dumont, S. 12–19.
- (2009): „‚Allereinfachste Sätze‘. Kleine Narratologie der zeitgenössischen japanischen Literatur“. In:  Steineck, Christian und Simone Müller (Hg.): Asiatische Studien, 63/3, S. 699–721.
- (2009): „Lifestyle und Psychodesign in der japanischen ‚Moratoriumsliteratur‘ - Kawakami Hiromi und Ogawa Yôko“ (Forschungen zur zeitgenössischen japanischen Literatur, Heftereihe der Japanologie Frankfurt).
- (2009): „Der Niedergang von Mensch und Umwelt - Ökologische Themen in der japanischen Literatur und Kirino Natsuos Roman ‚Metabola‘“. In: Thomas Le Blanc (Hg.): Schriftenreihe der Phantastischen Bibliothek Wetzlar, Bd. 102, S. 157–167.
- (2008): „Age and Ageing in Contemporary Japanese Literature“. In: The Demographic Challenge. A Handbook about Japan. Ed. By Florian Coulmas et al. Leiden: Brill, S. 491–512.
- (2008): „Überlegungen zur zeitgenössischen japanischen Literatur“ In: Harald Meyer (Hrsg.): Wege der Japanologie. Festschrift für Eduard Klopfenstein, S. 265–289.
- (2007): „Akademische Arbeit und Asienkult: Wilhelm und Rousselle als Vermittler asiatischer Religion“ In: Wippermann, Dorothea und Ebertshäuser, Georg (Hg.): Wege und Kreuzungen der Chinakunde an der Johann-Wolfgang-Goethe-Universität Frankfurt am Main, Frankfurt am Main, S. 159–183.
- (2007): „‚Bubblonia-Bashing‘: Kirino Natsuos Bedeutung für die zeitgenössische japanische Literatur.“ In: Eduard Klopfenstein (Hrsg.): Asiatische Studien, LXI-2, S. 447–469.
- (2007): „‚Freeter-Literatur‘? – Ein Blick auf Kakuta Mitsuyo.“ In: Eduard Klopfenstein (Hrsg.): Asiatische Studien, LXI-2, S. 643–660.
- (2007): „Kanehara Hitomi: Manierismen der Verweigerung.“ In: Eduard Klopfenstein (Hrsg.): Asiatische Studien, LXI-2, S. 685–695.
- (2007): „Der dunkle Weg der Kirino Natsuo. Unrechtserfahrungen als Thema japanischer Gegenwartsliteratur“. In: Opfermann, Susanne (Hrsg.): Unrechtserfahrungen. Königstein: Ulrike Helmer Verlag, S. 137–157.
- (2007): „Lebenshilfe und Lebensintensivierung: Erfahrungsreligiosität in der gegenwärtigen japanischen Literatur.“ In: Haeffner, Gerd (Hrsg.): Religiöse Erfahrung II. Interkulturelle Perspektiven. Stuttgart: Kohlhammer, S. 14–28.
- (2004): „Der Konsum von Heilung (iyashi) in der japanischen Gegenwartskultur und die Religio-Reise nach Asien“. In: H. Piegeler, I. Prohl et al. (Hrsg.)(2004): Gelebte Religionen. Festschrift für Hartmut Zinser. Würzburg: Königshausen und Neumann, S. 325–338.
- (2002): „Sinnsuche – ein interkulturelles Phänomen. Zeitgenössische japanische Literatur im Zeichen von Religion und Esoterik.“ In: Zeitschrift für Germanistik, Neue Folge 3, S. 523–531.

### Neuere Publikationen online
- (2014) „Nichts mehr da? Drei Jahre nach ‚Fukushima‘“, (Literaturkritik.de, 11. März)
- (2012) „Ein Jahr nach Fukushima: Reaktionen der japanischen Literaturszene auf die Dreifachkatastrophe“ („Textinitiative Fukushima“, 24. Februar)
- (2012) „Schritte aus der Hölle. Liebe und Trost, Kritik und Gelächter – wie Japans Künstler auf die Dreifachkatastrophe von Fukushima reagierten“ (NZZ Online, 12. März)
- (2011) „Der Japonismus einer Katastrophe“ (NZZ Online, 5. April 2011)
- (2011) „Werdet doch alle Einsiedler im Wald! - Neuauflage? Das Atomzeitalter der japanischen Literatur“ (PDF-Version von Frankfurter Allgemeine Zeitung, 22. März, Nr. 68)
- (2009) „Allereinfachste Sätze: Kleine Narratologie der zeitgenössischen japanischen Literatur“ (PDF-Version von Asiatische Studien AS/EA LXIII•3, S. 699–721)
- (2009) „Neues von Haruki Murakami: Das Fernziel? Die Rettung der Welt!“ (FAZnet, 27. Juli)